# Font del Vall
La Font del Vall és una obra del municipi de Montblanc (Conca de Barberà) inclosa en l'Inventari del Patrimoni Arquitectònic de Catalunya.

## Descripció
Es tracta d'una font adossada a una casa. De tipus cilíndrica, té un frontó triangular sense decoració, com la resta de l'estructura. Mitjanament conservada, encara s'utilitza.

## Història
Està datada en 1892